# ۹۰۲ (میلادی)

## رویدادها
- ژوئن: زمین‌لرزه بغداد. رشته‌ای از تکان‌های زمین لرزه و توفانهای تندری در رجب ۲۸۹ نگرانی‌هایی را در بغداد برانگیخت.